# Савва Новый
Са́вва Но́вый (греч. Όσιος Σάββας ο Νέος; 1862—1948) — христианский святой, почитается в лике святых как преподобный. Память в православной церкви — 25 марта (7) апреля.

## Жизнеописание
Преподобный Савва родился в 1862 году в селении Ираклица (Восточная Фракия). Мирское имя — Василий. Его родители были очень бедными людьми. С малых лет Василий мечтал посвятить себя монашеской жизни. Каждодневное и любимое его занятие было чтение житийной литературы. Узнав об этом, родители в 12-летнем возрасте заставили прервать обучение и сделали его мелким лавочником. Мать угрожала ему своей смертью, если он решится стать монахом, после чего юный Василий бежал на Святую гору Афон, придя в скит святой Анны монастыря Великая Лавра.
После двенадцатилетнего служения на Святой Горе Афон, в 1890 году Савва отправился в Иерусалим для поклонения святым местам и пострига в монастыре святого Георгия Хозевита. Игумен обители заставил его вернуться на Святую гору Афон для изучения иконописи и византийской церковной музыки.
В 1897 году преподобный Савва вновь вернулся в Иерусалим. Там он находился до 1916 года. Подвизался в горах Иордана. После пяти лет пребывания в Иерусалиме был рукоположён в сан священника. После этого на протяжении трёх лет служил в Патриаршей школе Всечестного Креста в Иерусалиме. После последних происшедших с ним событий удалился в скит Хузивской обители, в которой проводил твёрдую и строгую подвижническую жизнь. Главными его занятиями были иконопись и молитва.
В 1916 году Савва Новый вернулся в Грецию. Узнав там о поисках его митрополитом Пентапольским Нектарием, он немедленно отправился к нему на остров Эгина.
После отпевания митрополита Нектария преподобный Савва ушёл в затвор. После сорока дней абсолютного уединения он вышел из кельи, держа в руках первую икону, написанную им, — образ Нектария. Он повелел настоятельнице монастыря поместить её в храме для поклонения. На это она стала возражать и говорить, что Нектарий ещё не прославлен Церковью. Савва сказал: «Ты должна оказать послушание. Возьми икону, поставь её в храме и впредь не противься Воле Божией».
После смерти своего духовного наставника Савва жил в своей келье на острове Эгина, находящейся недалеко от монастыря Святой Троицы. Каждый новый заработок он раздавал нищим.
В 1926 году переселился в монастырь Всех святых — в монастыре Святой Троицы он не смог достигнуть безмолвия и постоянной молитвы. Подвижник и там построил свою новую маленькую келию, чуть ближе обители, в которой он находился несколько лет до своей кончины.
Большинство мужского населения Калимноса составляли ныряльщики. Они добывали пропитание своим семьям поиском губок под водой. Многие мужчины становились инвалидами или погибали в морской работе. Их семьи жили в постоянном страхе потерять кормильца и остаться без средств к существованию.
Многие люди приходили к святому Савве за душевным и телесным утешением, помощью, советами. Он никому ни в чём не отказывал. За двадцать два года служения его почитали как святого, называя «Отец Савва».
От батюшки всегда исходил приятный аромат. Он поучал всех его окружающих, в том числе и детей.
Был воздержан в еде. Больше всего молился за сирот, бедных, вдов. Питался только просфорой и вином. По наступлении вечера он писал иконы или принимал исповедь, или брал в руки лом и тесал им камни, чтобы, как он говорил, «не даром есть свой хлеб». Святой Савва спал сидя на дырявом стуле не больше двух часов в сутки. Оставшееся время он целиком посвящал служению Богу и ближним. Во время Второй мировой войны подвижник целые ночи пребывал в молитвах за народ. Когда над монастырём пролетали вражеские самолёты, осенял их крестным знамением.
Иногда отказывался от безмолвия ради своих братьев, утешал людей во время испытаний, делился с ними пламенной любовью ко Христу. Он часами мог принимать исповедь, внимательно читая все молитвы. Никак в своей жизни не мог примириться с богохульством и осуждением.
Савва всегда при появлении у него денег раздавал их бедным и нуждающимся. Рабочие, трудясь в его жилище, сами брали плату за свои труды из ящика, в которой он складывал все деньги. 25 марта 1948 года на три дня святой Савва уединился в своей келии. При выходе из неё он всплеснул руками и преставился со словами: «Господь, Господь, Господь, Господь!» Одна из монахинь видела это и то, как его душа вознеслась на небеса на золотом облаке в звуках райского пения.

## Память
- В православной церкви память Саввы Нового совершается 25 марта (7) апреля.